# Nemertodermatida
Nemertodermatida is een van de twee klassen van de onderstam Acoelomorpha die behoort tot de orgaandieren. De klasse telt 2 families en er zijn in totaal 9 soorten. Het zijn dieren met een week lichaam die vanaf 2004 samen met de Acoela een eigen onderstam vormen, namelijk de Acoelomorpha. Daarvoor werden ze bij de stam van de platwormen onderverdeeld, maar op basis van morfologische synapomorfieën en fylogenetische analyses waren ze te verschillend om bij de platwormen ingedeeld te worden.

## Taxonomie
De volgende 2 families zijn bij de Nemertodermatida ingedeeld:
- Ascopariidae Sterrer, 1998
- Nemertodermatidae Steinböck, 1930